# Chico de mi barrio
Chico de mi barrio fue una teleserie peruana escrita en el 2010 por Aldo Miyashiro y fue transmitida por Panamericana Televisión de Lunes a Viernes a las 9:00 p.m.

## Sinopsis
Inspirado en el tema de la cantante argentina Tormenta, la serie trata sobre las vivencias y aventuras de los habitantes de un barrio de Lima de clase media baja, y cuenta con la participación de los personajes Caradura y el Nene, recordados personajes de la serie Misterio.

## Elenco y personajes
- Aldo Miyashiro como Caradura.
- Emilram Cossío como El Nene.
- Guillermo Campos como Don Honorio.
- Nancy Cavagnari como Tía Silvia.
- Pietro Sibille como Edison.
- Lucho Cáceres como Ricco.
- Pold Gastello como Gilberto.
- Carlos Victoria como Don Rafael.
- Norka Ramírez como Diana.
- Sandra Vergara como Sofía.
- Mónica Torres como Rosita.
- Giovanna Valcárcel como Patricia.
- Fiorella Flores como Bárbara.
- Rocío Lázaro como Macarena.
- Titi Plaza como Clara.[4]
- Giselle Collao como Andrea.[4]

### Actuaciones especiales
- Juan Manuel Vargas como el mismo.[5]

## Temas musicales
| - Chico de mi Barrio - Erika Villalobos (tema central / tema de entrada) - Solo logra dañarme - Humo Blanco - Ya fue demasiado - Anna Carina - Eunice (Vers. 2010) - Irinum - Mi última canción (Vers. 2010) - Irinum - Vivir Así - Babel - Cuentame - Babel - Barrio va - Barrio Calavera - Ska Multiracial - Barrio Calavera - Mi cielo - Barrio Calavera - Queda por allá - Orquesta Sabor y Control - Le van a disparar - Orquesta Sabor y Control - Alta peligrosidad - Orquesta Sabor y Control - La canción de los que pierden - El Ocio - Domingo - El Ocio - Se Terminó el Amor - Gzeis | - Oh Blues - La Secreta - Urbano - La Secreta - Extraño Sentimiento - Maripop - Ruidos mecánicos en la Luna - Jardín de Piedra - Nébula - Jardín de Piedra - El Día que me vaya - A1 Banda - Entre las piernas - La Roja - Si me Voy - Las Amigas de Nadie - Vao a hacerla - La Pálida - Desfógate - La Pálida - Son muchas cosas - Publica 118 - A tres rounds del K.O - Fitzcarraldo - Método práctico del robot electrónico para la venganza irracional - Fitzcarraldo - La Tombo - Fitzcarraldo - vida pasión y muerte de una angustia - Fitzcarraldo |

## Recepción
El debut del programa tuvo 8 puntos de rating según Ibope Time.